# 労働基準法による休日
労働基準法による休日（ろうどうきじゅんほうによるきゅうじつ）とは、労働基準法等に基づき、労務を提供する労働者に、事業主が与えなければならない休日である（公休日）。休日においては労働者は労働契約上、当初から労務提供義務が発生しない。国際労働機関14号条約（工業的企業に於ける週休の適用に関する条約）も参照のこと。
休憩時間とは異なり労働者一斉に与える必要はなく、労働者個別に設定可能であるため、事業全体としては「24時間体制」ないし「年中無休」での運営をとることができる。
なお労働基準法上は、「休日」と「休暇」は明確に区別されている。「休日」は法令や就業規則・労働契約等により当初から労働義務のない日を指し、「休暇」は労働日と定められた日に使用者に申し出て特定の日に休むことを指す。
この休日とは別に、使用者は労働者に年次有給休暇を与えなければならない。また一般的な休日とは別に企業の創立記念日、メーデーなどを各企業において独自に休みを定めることがあり、これを会社休日《社休》、特別休暇《特休》などという。
- 労働基準法について、以下では条数のみ記す。

## 条文
第35条（休日）
1. 使用者は、労働者に対して、毎週少くとも1回の休日を与えなければならない。
2. 前項の規定は、4週間を通じ4日以上の休日を与える使用者については適用しない。

第41条（労働時間等に関する規定の適用除外）
この章、第6章及び第6章の2で定める労働時間、休憩及び休日に関する規定は、次の各号の一に該当する労働者については適用しない。
1. 別表第一第6号（林業を除く。）又は第7号に掲げる事業に従事する者
2. 事業の種類にかかわらず監督若しくは管理の地位にある者又は機密の事務を取り扱う者
3. 監視又は断続的労働に従事する者で、使用者が行政官庁の許可を受けたもの

## 概要
| 休日                                                          | 休日                                                          | 労働日                                                                        | 労働日                                       | 労働日                                                 |
| ------------------------------------------------------------- | ------------------------------------------------------------- | ----------------------------------------------------------------------------- | -------------------------------------------- | ------------------------------------------------------ |
| 就業規則・労働契約等の定めにより 当初から労務提供義務のない日 | 就業規則・労働契約等の定めにより 当初から労務提供義務のない日 | 労働者が雇用契約に 従い労務に服する日                                         | 労働者が雇用契約に 従い労務に服する日        | 労働者が雇用契約に 従い労務に服する日                  |
| 所定休日（広義）                                              | 所定休日（広義）                                              |                                                                               | 代休                                         | 休暇                                                   |
| 法定休日                                                      | 法定外休日 所定休日（狭義）                                   | 休日労働の後に その代替として労働日の中から 日を指定して 労働者を休ませること | 労働日の中から 日を指定して 労働者が休むこと |                                                        |
| 原則:毎週1回（週休制） 例外:4週4日（変形休日制）              | 法定以上に 付与される休日                                     | 休日労働の後に その代替として労働日の中から 日を指定して 労働者を休ませること | 労働日の中から 日を指定して 労働者が休むこと |                                                        |
| 0時から24時までの 労働に対し休日 割増賃金の対象               | 法定労働時間を超えた 部分が時間外割増 賃金の支払い対象        | 法定労働時間を超えた 部分が時間外割増 賃金の支払い対象                        | 有給か無給（賃金控除） かは就業規則による    | 年次有給休暇は有給 （算出方法は就業規則 の定めによる） |

労働条件通知書

第35条1項では、使用者は労働者に対して、少なくとも週に1回の休日を与えなければならないとし、1週につきこの1日を法定休日という。
これに対し、第35条2項では、4週間を通じ4日以上の休日を与える場合については、第1項の規定は適用しないとし、これを変形休日制または変形週休制という。この場合、4週の起算日を就業規則等にて特定しておかねばならない（同法施行規則第12条の2第2項）。なお第35条2項の規定は特定の4週間に4日の休日があればよく、どの4週間を区切っても4日の休日が与えられていなければならない趣旨ではない（昭和23年9月20日基発1384号）。変形週休制はILO条約の予定しているところでなく、第35条2項は削除論も含め学説からの強い批判にさらされている。
週あたりまたは4週あたりの法定休日（1日または4日）を超えた日数の休日を法定外休日（狭義の所定休日）とよび、法定休日とあわせて所定休日（広義）と呼んでいる。第35条1項が原則であり第35条2項はあくまで例外的な措置である。第35条2項による場合であっても、出来る限り第32条の2（1ヶ月単位の変形労働時間制）に準じて就業規則等により定めをする必要がある（昭和22年9月13日基発17号）。
「休日」の算定は暦日であることが原則であり、その日の午前0時から午後12時までの丸1日の休業を指す（昭和23年4月5日基発535号）。もっとも、8時間3交代連続作業のような、番方編成による交代制における休日については、「番方編成による交代制によることが就業規則等により定められていて、制度として運用されていること」「各番方の交代が規則的に定められているものであって、勤務割表等によりその都度設定されるものではないこと」の両方を満たす場合には、継続24時間を与えれば差し支えない（昭和63年3月14日基発150号）。この交代制における休日については、継続24時間を含む休息時間中に暦日による継続24時間がある場合には、その暦日が第35条でいう「休日」であるから、この「休日」に労働させた場合は休日労働となる。一方、継続24時間を含む休息時間中に暦日による継続24時間がない場合、就業規則等に特段の定めがなければ、継続24時間が確保されている限り早出・残業により所定労働時間を超えて労働させたとしても休日労働とはならず、継続24時間を超える部分の労働を休日労働として扱うか時間外労働として扱うかは、当事者間の定めによる（昭和26年10月7日基収3962号）。
就業規則には、絶対的記載事項のひとつとして始業終業時刻・休憩時間とあわせて休日について規定しておく必要がある（第89条）。なお第35条は必ずしも休日を特定することを要求していないが、特定することがまた法の趣旨に沿うものであるから、就業規則の中で単に1週間につき1日といっただけでなく、具体的に一定の日を休日と定める方法を規定する必要がある。就業規則を定める義務のない事業場についても同様である（昭和23年5月5日基発682号、昭和63年3月14日基発150号）。祝日法で定める国民の祝日や、社会通念上一般的に休日とされる日（土曜日・日曜日、お盆、年末年始など）と必ずしも一致させる必要はない。屋外労働者については「雨天の日を休日とする」といった定めではなく、なるべく一定の日を休日と定め、雨天の場合は休日をその日に変更する旨を規定することによる（昭和23年4月26日基発651号、昭和33年2月13日基発90号）。派遣労働者については、派遣先が使用者としての責任を負う（労働者派遣法第44条2項）。
第35条が義務付ける休日は週1日のみであるが、第32条において、1週40時間まで（第1項、ただし法第131条に該当する場合は44時間まで）、1日8時間まで（第2項）と、法定労働時間の上限が定められていて、使用者が労働者に対してこの法定労働時間を超える労働をさせることを原則禁じている。1日8時間労働を同一週に5日させると週40時間に達するため、時間外労働・休日労働を設定しない限りは週休2日が確保されることとなる。企業によっては週休3日を確保するため、変形労働時間制を採用して労働時間を1日10時間×4日 = 1週40時間としている場合もある。一方、1日6.5時間労働×6日=39時間として週休1日を堅持する方法も可能である。

## 休日労働
原則として、法定休日には労働させることはできないが、災害などその他避けることのできない事由によって、臨時の必要がある場合（第33条）や、その事業場の労働者の過半数で組織する労働組合、これがない場合は労働者の過半数を代表する者との協定（第36条による労使協定。いわゆる三六協定）を締結し、これを行政官庁（所轄労働基準監督署長）に届出たうえ、就業規則等に「休日出勤を命じることがある」旨の定めを置くことにより法定休日に労働させることができる。なお、時間外労働と違い休日出勤をさせる回数等に法令上の制限はなく、すべての休日に休日出勤をさせる労使協定であっても労働組合等との合意の上締結可能である。
使用者が、休日に労働させた場合においては、その日の労働については、通常の労働日の賃金の計算額の2割5分以上5割以下の範囲内で政令で定める率以上の率で計算した割増賃金を支払わなければならない（第37条1項）。この政令は、労働者の福祉、時間外又は休日の労働の動向その他の事情を考慮して定めるものとされ（第37条2項）、現在政令では、休日労働の割増率は3割5分（35%）以上としている（労働基準法第37条第1項の時間外及び休日の割増賃金に係る率の最低限度を定める政令（平成12年6月7日政令第309号））。休日労働が深夜に及ぶ場合は6割（60%）以上の率で計算した割増賃金を支払わなければならない（施行規則第20条）。なお、休日労働とされる日に時間外労働という考えはなく、休日労働が深夜に及ばない限り、何時間労働しても休日労働としての割増賃金を支払えばよい（昭和22年11月21日基発366号、昭和33年2月13日基発90号）。
坑内労働等厚生労働省令で定める健康上特に有害な業務（施行規則第18条）の労働時間の延長は1日において2時間以内とされているが（第36条1項但書）、これは休日において1日10時間（法定労働時間8時間+時間外労働の延長限度2時間）を超える休日労働を禁止する法意である（平成11年3月31日基発168号）。
同一週内に休日が複数、変形週休制においては特定の4週内に4休日を超えて（以下この段落内の括弧は変形週休制における説明）ある場合、いつが法定休日かという問題がある。平成22年改正労働基準法施行で月間60時間時間外労働の把握において峻別を要することとなった。法定休日を就業規則で曜日特定等をしている場合はその休日が法定休日となり、特定していなくともいずれの休日労働において3割5分増し以上の割増賃金を支払う規定が就業規則にある場合は、(4)週内の後順の(4)休日を法定休日とする(平成6年1月4日基発第1号)。いずれの規定もない場合は、その(4)週内に労働者が実際休めた(4)休日があればそれで法を満たしたことになり、以後同一(4)週の休日は法定外休日となり、(4)週の最初から休日労働をしてきた場合、最後にのこる(4)休日が法定休日となる。
いわゆる「管理監督者」等の第41条該当者については、第35条等の休日に関する規定は適用されないので、これらの手続きによることなく休日労働をさせることができ、当該休日労働に対する割増賃金の支払いも必要ない。
かつては、三六協定を結んだ場合であっても、工業的事業（当時の第8条1～5号）に従事する女子の休日労働は原則禁止となっていたが（改正前の第64条の2）、平成11年の法改正により廃止されている。

## 休日の振替
事前に所定の休日と所定の労働日を特定して入れ替えることを休日の振替（振替休日または休日振替）という。就業規則に休日の振替を必要とする場合には休日を振り替えることができる旨の規定を設け、これによって所定の休日と所定の労働日とを振り替えることができる。この場合、当該休日が労働日となり、休日に労働させたことにはならない。一方、これによることなく、休日に労働を行った後にその代償としてその後の特定の労働日の労働を免除する、いわゆる代休の場合はこれに当たらない（休日労働に対する割増賃金の支払いが必要だが、代休を与える法的義務はない。昭和23年4月19日基発1397号、昭和63年3月14日基発150号、平成11年3月31日基発168号）。
休日の振替を行う場合には、就業規則等においてできる限り、休日の振替の具体的事由と振り替えるべき日を規定することが望ましい。なお振り替えるべき日については、振り替えられた日以降できる限り近接していることが望ましい（昭和23年7月5日基発968号、昭和63年3月14日基発150号）。
就業規則等によって休日を振り替える場合、当該休日は労働日となるので休日労働とはならないが、振り替えたことにより当該週の労働時間が一週間の法定労働時間を超えるときは、その超えた時間については時間外労働となり、時間外労働に関する三六協定の締結及び割増賃金の支払いが必要である（昭和22年11月27日基発401号、昭和63年3月14日基発150号）。変形労働時間制を採用している事業場において、休日振替の結果、就業規則で1日8時間を超える所定労働時間が設定されていない日に1日8時間を超えて労働させることになる場合は、その超える時間は時間外労働となる（平成6年3月31日基発181号）。
なお、使用者が日を指定して代休として労働者を休ませかつ無給（あるいは賃金控除）とするには、使用者都合の休業（第26条、休業手当が必須）と峻別させるため、少なくとも就業規則に代休を命じる根拠と賃金取り扱いの規定が必要である。労働者が行使した年次有給休暇日を、代休（ただし、賃金控除あり）または休日に振り替えることは、法を逸脱しており許されない。

## 罰則
第35条の規定に違反した者は、6ヶ月以下の懲役または30万円以下の罰金に処する（第119条）。